# Dimayor 1984
El Campeonato Oficial DIMAYOR 1984 fue la sexta edición del principal torneo de la División Mayor del Básquetbol de Chile, máxima categoría del básquetbol profesional de Chile. Al término del campeonato, Universidad Católica se consagró bicampeón en la Dimayor.
El equipo de la Universidad Católica, campeón del año anterior, logró el bicampeonato tras ardua lucha con San José de Temuco, a quien superó por un solo punto (53 contra 52). El equipo temucano, de la mano de una dupla de temer: Mack Hilton-Thomas Wimbush, estuvo a punto de destronar al campeón vigente, sin embargo, los cruzados de la mano de Manuel Herrera en la cancha y Héctor Oreste en la banca logró mantener la supremacía. El año 1984 marcó el fin de los torneos Todos contra Todos.
Respecto del año '83, se mantuvo la cantidad de Clubes, 16. Sin embargo, hubo dos que salieron - Esperanza de Valparaíso y Flecha de Temuco - que fueron reemplazados por San Javier de Puerto Montt y Vibram de Puente Alto. 
Este año 1984 se jugó por segunda vez con el máximo de equipos (16) que ha tenido la DIMAYOR, cifra que se ha dado tres veces en la historia: 1983, 1984 y 1988.

## Tabla de posiciones
| Pos | Equipo                          | PJ | PG | PP | Pts |
| --- | ------------------------------- | -- | -- | -- | --- |
| 1°  | Universidad Católica            | 30 | 23 | 7  | 53  |
| 2°  | San José de Temuco              | 30 | 22 | 8  | 52  |
| 3°  | Phoenix de Valdivia             | 30 | 20 | 10 | 50  |
| 4°  | Petrox-UBB                      | 30 | 18 | 12 | 48  |
| 5°  | Unión Española                  | 30 | 18 | 12 | 48  |
| 6°  | Vibram de Puente Alto           | 30 | 18 | 12 | 48  |
| 7°  | Liceo de Curicó                 | 30 | 17 | 13 | 47  |
| 8°  | Universidad de Concepción       | 30 | 17 | 13 | 47  |
| 9°  | Thomas Bata de Peñaflor         | 30 | 16 | 14 | 46  |
| 10° | Malta Morenita de Osorno        | 30 | 16 | 14 | 46  |
| 11° | Español de Talca                | 30 | 15 | 15 | 45  |
| 12° | San Javier de Puerto Montt      | 30 | 11 | 19 | 41  |
| 13° | Naval de Talcahuano             | 30 | 10 | 20 | 40  |
| 14° | Universidad de Chile            | 30 | 7  | 23 | 37  |
| 15° | IPROCH de Chillán               | 30 | 7  | 23 | 37  |
| 16° | Sportiva Italiana de Valparaíso | 30 | 5  | 25 | 35  |

|  | Campeón de la Dimayor |

## Campeón
| Chile                                  |
| Campeón Universidad Católica 2º título |

## Planteles
| Club                       | Plantel |
| -------------------------- | --- |
| Universidad Católica       | Darryl Bauchan (extranjero), Manuel Herrera, Bruce Hudlin (extranjero), Alejandro Krinfokai, Daniel Maass, Jorge O'Ryan, Alejandro Pavez, Patricio Rojas, Fernando Yánez, Roberto Rosas, Marcelo Schuler, Sergio Avendaño, Claudio Arriaza. Entrenador: Héctor Orete. |
| San José de Temuco         | Alfonso Aguirre, Arturo Andrade, Manuel Carrasco, Mack Hilton (extranjero), Adolfo Olate, Carlos Palacios, Thomas Wimbush (extranjero). |
| Phoenix de Valdivia        | Guillermo Bittner, Dusserein, Lewis Lattimore (extranjero), Oscar Oliva, Edgar Wickliffe (extranjero), Fernando Ziegele. |
| Petrox-UBB                 | Aldo Bavestrello, Juan Carlos Campos (Q.E.P.D.), Ricardo Hellwig, Manuel Hernández, Héctor Jiménez, Roosevelt Kirby (extranjero), Carlos Montero, Pedro Reyes, Manuel Rodríguez, Daniel Viafora (extranjero). Entrenador: Joaquín González (Q.E.P.D.).                |
| Unión Española             | Álvaro Acuña, Fernández, Javier Lourido, Francisco Martínez, George Simps (extranjero), Troncoso, David Wilburn (extranjero). |
| Vibram de Puente Alto      | Michael Burns (extranjero), Claudio Duboy, Lorenzo Pardo (Q.E.P.D.), Craig Smoak (extranjero), Walt Stone (extranjero), Pedro Toro, Leonardo Valenzuela, Vargas, Claudio Zamora. Entrenador: Edgardo Arismendi.                                                       |
| Liceo de Curicó            | Fernando Arancibia, Bernardo Bustamante, Percy White (extranjero), Luis Gianelli, Terry Jones (extranjero), Marcelo López, Cristian Saavedra. Entrenador: Claudio Quezada                                                                                             |
| Universidad de Concepción  | Carlos Brito, Sergio Bruna, Héctor Carrasco, Manuel Gallardo, Jorge García, Gerardo Malcolm (extranjero), Fernando Muñoz, Al Newman (extranjero), Cipriano Núñez, Sergio Olivares, Leonardo Pavesi. Entrenador: Juan Morales.                                         |
| Thomas Bata de Peñaflor    | Alonso, Julio Cordova, Victor Hechentleitner, Ivan Herrera, Niemann, David San Martín, Sepulveda. |
| Malta Morenita de Osorno   | Abuyeres, Cisternas, Héctor Henriquez, George Holt (extranjero), Carlton Johnson (extranjero), Jorge Pérez, Carlos San Cristóbal. |
| Español de Talca           | Manuel Araya, Julio Barraza, Juan Martinez, Morales, Keith Mouzon (extranjero), Dameron Payton (extranjero). Entrenador: Patricio Herrera. |
| San Javier de Puerto Montt | Carvajal, Claybion (extranjero), Copeland (extranjero), Rolando Márquez,Hernán Aguilar, Moedinger, Pozo, Patricio Urrutia. Entrenador: José Santos Vargas. |
| Naval de Talcahuano        | Victor Escalona, Iván González, Erwin Ifland, Adhorthus Mc Dowell (extranjero), Sergio Mella, Luis Moreira, Alejandro Osses, Folch Schulz, Jaime Taboada, Ricky Wray (extranjero). Entrenador: Rafael Oyarzún.                                                        |
| Universidad de Chile       | Daniel Araya, Juan Pablo Figueroa, Ricardo Figueroa, Xavier Figueroa, Federico Frings, Gómez, Juan Carlos Ljubetic, Pablo Maass, Leamsy Sepúlveda. Entrenador: Néstor Gutiérrez.                                                                                      |
| IPROCH de Chillán          | Aigneren, Víctor Armijo, Jorge Atanasovici, Earl Banks (extranjero), Iván Gallardo, Marchant, Eddie Mc Leod (extranjero), Gastón Reyes. Entrenador: César Suárez. |
| Sportiva Italiana          | Jorge Antonucci, Víctor Bahamondez, Bumbry (extranjero), Enrique Camponovo, Díaz, Jackson (extranjero), Ricardo Valdes, José Verdejo. |